# تومونوبو هیروی
تومونوبو هیروی (انگلیسی: Tomonobu Hiroi؛ زادهٔ ۱۱ ژانویهٔ ۱۹۸۵) بازیکن فوتبال اهل ژاپن است.
از باشگاه‌هایی که در آن بازی کرده‌است می‌توان به باشگاه فوتبال شیمیزو اس-پالس و باشگاه فوتبال توکیو وردی اشاره کرد.